# 革命的共産主義者同盟 (フランス)
革命的共産主義者同盟（かくめいてききょうさんしゅぎしゃどうめい、フランス語：Ligue communiste révolutionnaire 、略称：LCR）は、かつて存在したフランスのトロツキスト政党。フランス政界においては、（フランス社会党、フランス共産党などの既成左翼政党との関係において）「極左政党」に分類される。国際的なトロツキスト運動の一潮流である第四インターナショナル統一書記局派のフランス支部でもあり、最大勢力。統一戦線の形成と大衆運動に力量を割く運動スタイルに特徴がある。
2000年代には、「反新自由主義・反グローバリズム」を強く打ち出し、「トロツキスト政党」であることから脱却した「反資本主義」を一致点とする大衆政党の建設を掲げ、2009年2月5日に解散総会を開催して、社会党や共産党、労働者の闘争などの諸党派から離脱したグループや個人、それまで非党派であった労働運動や市民運動の活動家を糾合した反資本主義新党（NPA）に移行した。
- 主な指導者：ピエール・フランク、アラン・クリヴィンヌ、ピエール・ルッセ、オリヴィエ・ブザンスノ（ブザンスノー）
- 機関紙：『ROUGE』（週刊 2009年のLCR解党とともに廃刊）
- 青年組織：革命的共産主義者青年-Jeunesses Communistes Révolutionnaires（JCR）機関紙『RED』

## 歴史
ソ連共産党内のヨシフ・スターリン派とレフ・トロツキー派の対立とトロツキー派の追放を背景に、フランス共産党でも追放された「左翼反対派」が、1930年に共産主義者同盟を結成する。共産主義者同盟は1933年に、トロツキーが提案した「加入戦術」をフランス社会党に対して実行し、ボルシェヴィキ・レーニン主義グループの形成から青年組織として革命的社会主義青年同盟を結成する。この時期のフランス・トロツキストは、スターリンの提唱した「社会ファシズム論」によって、ファシズムの脅威よりも社会党への打撃を優先するフランス共産党を批判して、「反ファシズム労働者統一戦線」を呼びかけた。しかし、「加入戦術」の是非をめぐって共産主義者同盟は分裂、1944年に国際主義共産党（PCI）として再統一される。フランス・トロツキストは、ナチ占領下において独自のレジスタンス活動を展開したが、ナチスの他にフランス共産党の武装勢力に襲撃され、暗殺されることもあった。
戦後、50年代に再び「加入戦術」が提起され、1952年に「加入戦術」に反対する「ランベール派」（のちに国際組織として「国際共産主義組織-OCI」を形成。後にフランスの首相となるリオネル・ジョスパンが一時期所属した。現在のフランス労働党）が国際主義共産党から脱退。PCIは、フランス共産党の青年組織である共産主義学生連合（UEC）に「加入戦術」を行い、革命的共産主義青年（JCR）が形成される。JCRは、とりわけ68年パリ五月革命における「バリケード街頭戦」において組織的に先頭に立つことで名を馳せ、JCR指導者のアラン・クリヴィンヌとピエール・ルッセは指名手配された。この五月革命における「役割」によって、PCIとJCRは1969年6月にフランス政府より解散命令を受ける。JCRとPCIは正式に合同する形で、共産主義者同盟（LC）が結成され、同年アラン=クリヴィンヌはLCの候補としてフランス大統領選挙に立候補した。
1973年6月21日、労働者のストライキや左派勢力への襲撃を繰り返してきたファシスト組織：オルドル・ヌーヴォー-Ordre Nouveauの政治集会に対して、LCはヘルメット、鉄パイプ、チェーン、火炎瓶などで武装して大規模な武装襲撃を展開した。集会会場に対して直接攻撃する大部隊のほかに、五人一組のグループをパリの各所に配置して、集会に向かうオルドル・ヌーヴォーの活動家を襲撃するなど、大乱闘を繰り広げた。この「反ファシスト闘争」によって、LCは同年6月にオルドル・ヌーヴォーとともに再び当局より組織解散を命じられる。この組織解散命令に対しては、LCを「トロツキスト挑発者」と非難してきたフランス共産党や共産党影響下の労組ナショナルセンターのCGT、フランス社会党、ジャン・ポール・サルトルなどが一致して抗議行動を行った（集会の壇上で共産党の古参幹部のジャック・デュクロは「共産党の名において（解散命令に抗議する）」と演説して喝采を浴びた）。LCは形式上解散、即座に革命的共産主義者戦線（FCR）を結成し、1974年に再びアラン・クリヴィンヌを大統領候補に擁立する。
1974年5月には「軍服を着ていても君はやはり労働者だ！」をスローガンに徴兵された兵士たちの一連の社会的、民主的要求を取り上げた「百人のアピール」を兵舎内で配布、たちまち数千人の兵士たちの賛同署名を集めた。まもなく、何十もの兵士委員会が組織され、兵士たちの「軍服デモ」を組織する。
FCRは、1974年12月に革命的共産主義者同盟（LCR）に改組された。LCRは70年代、ラルザックNATO軍事基地拡張反対運動（ミッテラン社会党政権の誕生により建設は中止された）にとりわけ力を注いだ。

## 近年の活動

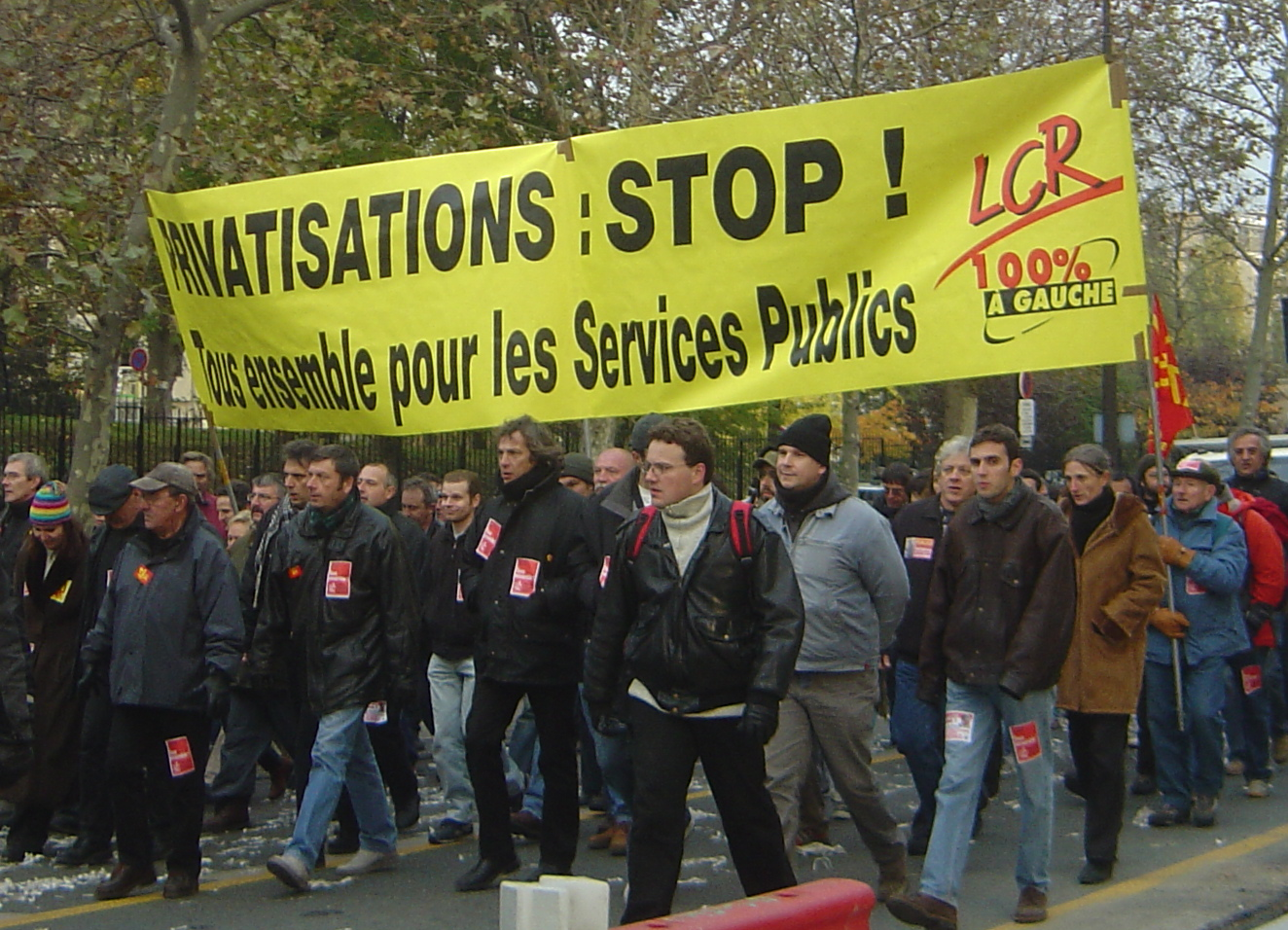
政府の「民営化」政策に反対するLCRのデモ隊列

LCRは1999年6月に行われた欧州議会選挙で「労働者の闘争」（LO）と選挙ブロックを組んで5名を当選させ、LCRからはアラン・クリヴィンヌとロズリーヌ・ヴァシェッタが選ばれた。
LCRは2000年代に入って、「新自由主義反対」を強く打ち出し、新自由主義への反対を一致点にした「反資本主義左翼統一戦線」の形成を訴えるようになる。大衆運動においては、郵便・国鉄・電信分野の労働組合運動や失業者運動などに一定の影響力をもち、また、反グローバリゼーション運動へ意識的に参画し、ATTACなどの市民団体にも一定の影響力を有した。LCR独自の運動としての「反MEDEF（フランス経団連）・民営化反対キャンペーン」にも力を注いだ。
LCRは2002年フランス大統領選挙において、当時27歳の郵便局員で労組活動家だったオリヴィエ・ブザンスノを公認候補に擁立し、初めてフランス共産党の候補を上回る4.24％の得票を獲得した。18～24歳までの青年層の間では、ブザンスノ候補の得票率は16人の大統領候補中、シラクの15.7％に次ぐ第2位の13.9％で、左翼諸政党の中では第一位であった。
大統領選は極右の国民戦線のジャン＝マリー・ルペンとジャック・シラクの決選投票となり、LCRは「今日は反ルペンの投票を！明日から反シラクを闘おう！」という立場から、「反ルペン」の投票と「反極右=反ファシズム大規模街頭行動」を呼びかけた。第一次投票直後からルペンに反対する大規模な街頭デモが高校生の無届デモを皮切りにフランス各地で起こっており、フランス全土でのべ200万人が参加した。LCRはこれらのデモに積極的に関与し、この大統領選挙運動と「反極右街頭行動」の過程でLCRは新たに2000名以上の新規加入者を獲得した。
2005年、LCRはEU憲法批准の是非を問う国民投票に際して、反新自由主義の立場から批准に反対する運動に尽力、社会党の多数派が「批准賛成」、共産党が「批准反対」を打ち出しつつも90年代のジャック・シラク大統領と社会党と「第三次保革共存（コアビタシオン）」時代に同党のゲソ運輸相が民営化を推進した経緯から（90年代の共産党指導部は「ゲソ同志を困らせるな」をスローガンにして反民営化運動を抑制した）、EU憲法批准反対の運動そのものには消極的だったこともあって、政党勢力としてはLCRは「批准反対」運動を主導する立場に立ち批准反対派の勝利に貢献した。

### 2007年大統領選の闘い

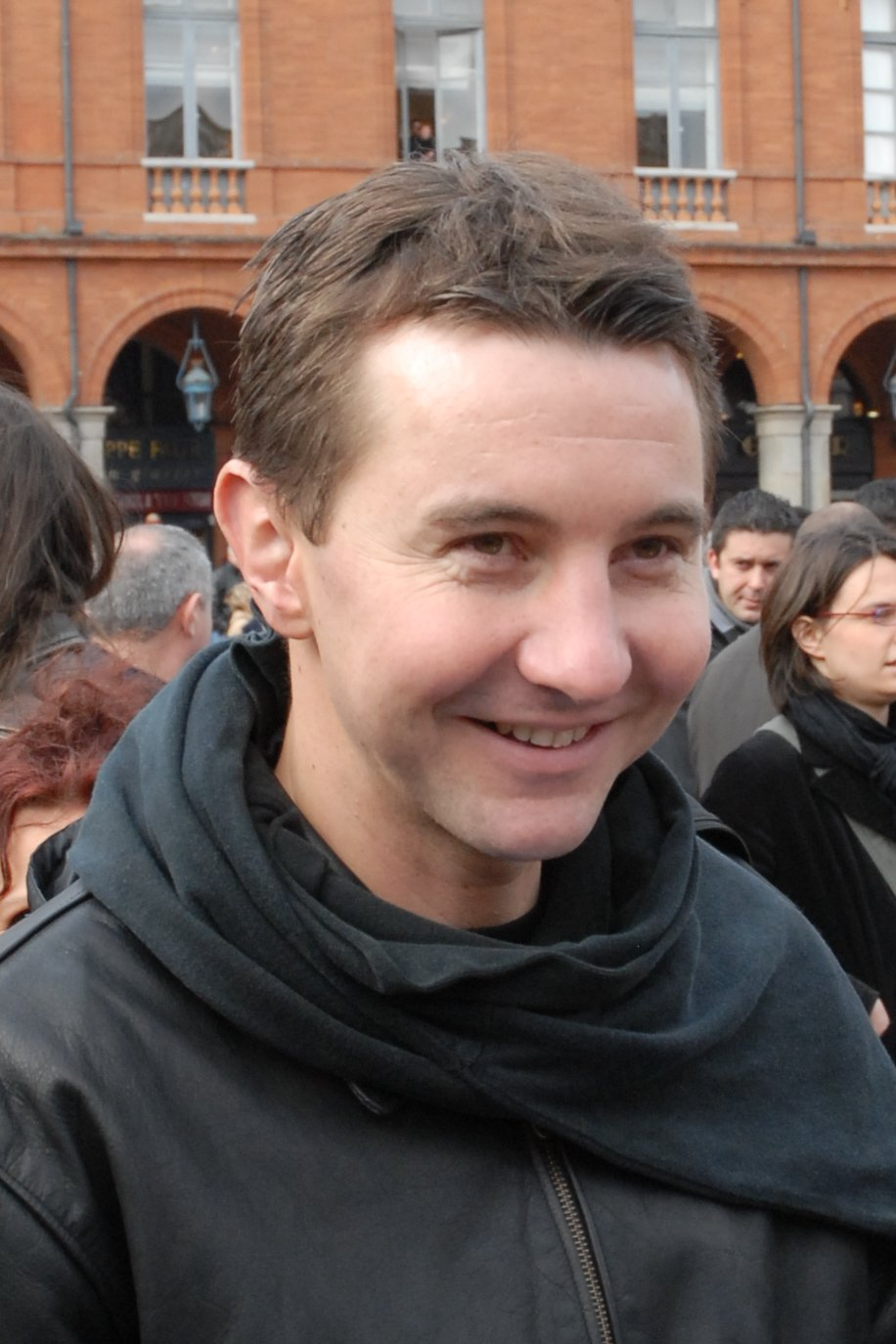
オリヴィエ・ブザンスノー 近影

このEU憲法批准に反対し、勝利した反新自由主義・左派グループ（LCR、フランス共産党、緑の党、労働者の闘争など）は、「5月29日全国共同体」（「5月29日」はEU憲法批准反対派が国民投票で勝利した日）を形成して2007年フランス大統領選挙を睨んで左派統一候補を擁立する議論を行い、「全国共同体」は投票で共産党の書記長マリー・ジョルジュ・ビュフェを選出した。しかし、LCRは「共産党の組織力を背景にした多数派工作による選出」と反発した。この混乱を背景に、当初から名前が挙がっていた酪農家でLCRと多くの現場で反グローバリゼーション運動をともにした社会運動家のジョゼ・ボヴェは早々と議論から降りてしまう。しかし、大統領選の左派候補の乱立状況に危機感を抱いたグループによって「ジョゼ・ボヴェは左派の統一候補者になれるし、なるべきだ！」というインターネット上の署名運動が2007年初頭から開始され、ボヴェはこの署名の結果を受けて2007年2月1日に、同年5月に投票が行われる大統領選挙への立候補を表明した。ボヴェ陣営は、立候補にあたって自らを「左派の乱立を解決する候補＝左派統一候補」とみなして2007年フランス大統領選挙においてもオリビエ・ブザンスノーを擁立しているLCRに、同候補を下ろして一致してボヴェを推すことを要請するがLCR多数派は「ボヴェは『5月29日全国共同体』での議論において、新自由主義に妥協的な社会党と共産党に曖昧な態度をとって自ら議論を降りた。インターネットの署名がその議論に取って代わることは出来ない」とボヴェ陣営の要請を一蹴した。しかし、LCR反主流派の一部のグループは「左翼統一候補を擁立できなかった全責任は共産党とLCRにある。この両党は自陣営さえ完全に固めることが出来ていない」として、ブザンスノーではなくボヴェを支援した。また、フランス共産党の一部左派活動家は、共産党を離脱してLCRに加盟してブザンスノーの選挙運動に加わるという動きもあった（エヌ県モン・ドリニィでは、共産党の支部が解散して半数がLCRに加盟した）。
大統領選に二度目の挑戦となるブザンスノーは『Nos vies valent plus que leurs profits!-僕達の人生は彼らの収益よりも価値がある！』をキャッチコピーに、政策公約に「富の再分配-フランスの企業収益と労働賃金はすべて国庫に一度納められ、その後全共和国民に平等に（必要に応じて）再配分されるシステムの確立」を最大の柱に「大企業のレイオフの禁止」などを掲げた。また、映画監督ケン・ローチは、ブザンスノーを推薦するメッセージを送った（参考 Ken Loach soutient Olivier Besancenot 動画）。
ブザンスノーは、演説の巧みさでテレビ・メディアへの露出も多く青年層に一定の人気を博し、前回大統領選における極右政党国民戦線のジャン＝マリー・ル・ペン候補が決選投票に進出した衝撃から、「左（社会党）の左」支持層が「勝てる候補」に投票するという傾向を示すという「逆風」の中で、約150万票（4.08％）を獲得し、「左の左」の候補の中でも共産党のビュッフェ（1.9％-7位）、労働者の闘争のラギエ（1.34％-9位）、ボヴェ（1.32％-10位）を抜いて12人の候補者中5位につけた（フランスのほとんどの県で5位）。得票率は若干の減少、得票数は前回より約30万票を上乗せしている。LCRは第一次投票の結果が出た直後に、ロワイヤルと右派のニコラ・サルコジの対決となった決選投票において「反右翼」の立場からロワイヤルへの投票を呼びかけ、2007年メーデーを「反サルコジ闘争」と位置づけて街頭デモを展開した。

### LCR解散と反資本主義新党の結成
LCRは、「トロツキスト政党」を脱却した社会党と肩を並べうる「反資本主義を結集軸とした大衆的な新政党」結成の意向を示し、2008年1月開催の同盟大会で同盟員の信を問い、「新しい反資本主義の大衆政党建設」の提案を代議員の81.2％の賛成（反対14.8％。保留4％）で採択した。
2008年11月8、9日に、LCRの主導で作られている「反資本主義新党」（NPA、仮称）が第2回全国委員会をもって組織形態、名称などについて議論を行った。同会議では、「反資本主義新党」（NPA）は、現在400以上の地域や産別部門委員会が組織されており、1万人余りが参加、うちLCRは約3500人であると報告された。LCRは、「反資本主義新党」（NPA）の創立総会に先立ち、来年1月29日の解散総会をもって「新党」に移行することを組織決定した。
2009年、1月29日に敢行されたサルコジ政権の経済政策などに反対して250万人以上が参加したゼネスト闘争によって、予定より一週間遅らせて2月5日にLCRは解散総会を開いて、正式に解散。翌6日から結成総会が開催された反資本主義新党（Nouveau parti anticapitaliste, 略称NPA）に完全に移行した。NPAは、旧LCRの他に、社会党やフランス共産党、労働者の闘争などの諸党派から離脱したグループや個人、それまで非党派であった労働運動や市民運動の活動家を糾合した形で結成され、創立総会では9123人の党員で結成されたことが報告された。

## LCR各大統領選の記録
- 1969 : アラン・クリヴィンヌ (LC) 　　　 　1,05 %　 (239,106票)
- 1974 : アラン・クリヴィンヌ (FCR)　　 　0,37 % 　　(93,990票)
- 2002 : オリヴィエ・プザンスノー (LCR) 4,24 % (1,210,505票)
- 2007 : オリヴィエ・プザンスノー (LCR) 4,08 % (1,498,835票)

### 映像で観るLCRの歴史
- 68年パリ五月革命-バリケードで隊列を組むJCR
- 69年大統領選におけるクリヴィンヌの出馬記者会見
- 69年大統領選におけるクリヴィンヌの政見放送
- 69年LCの大統領選キャンペーン集会
- 69年LCの大統領選キャンペーン集会②
- LCによる対ファシスト武装襲撃-71年
- LCによる対ファシスト武装襲撃-73年
- LCへの解散命令に抗議する左翼共同集会-73年
- 74年大統領選におけるクリヴィンヌの政見放送
- 74年FCRの大統領選キャンペーン集会
- LCRによるフランス経団連-MEDEFへの抗議行動-2001年 - ウェイバックマシン（2008年12月16日アーカイブ分））
- 2002年フランス大統領選決選投票前の反ルペン街頭デモにおけるLCRの隊列とブザンスノー
- LCRによるフランス経団連-MEDEFへの抗議行動-2007年
- 2007年LCRの大統領選キャンペーン集会
- 2007年大統領選第一次投票直後のブザンスノーによる「勝利宣言」
- 2007年メーデーにおけるLCR-JCRの隊列と「サルコジ打倒」を呼びかけるブザンスノー